# Igreja de Todos os Mundos

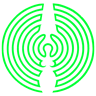
Dearinth – O brasão oficial de a Igreja de Todos os Mundos, Inc.

A Igreja de Todos os Mundos (CAW Sigla em inglês) é um grupo religioso neopagão norte americano cujo objetivo declarado é a evoluir de uma rede de informações, a mitologia, e a experiência que fornece um contexto e um estímulo para o despertar de Gaia, e reunir seus filhos em comunidade tribal dedicado a gestão responsável e a evolução da consciência. Ele tem sede na cidade de Cotati, Califórnia.
O fundador do CAW é Oberon Zell-Ravenheart, que serve a Igreja como "Primatas", que mais tarde junto com sua esposa, Glória da Manhã Zell-Ravenheart (falecida em 2014), designada Alta Sacerdotisa. CAW foi formado em 1962, evoluindo a partir de um grupo de amigos e amantes que foram, em parte, inspirado por um personagem de ficção religião do mesmo nome, na ficção científica, romance um Estranho numa Terra estranha (1961) , de Robert A. Heinlein; o credo da igreja inclui a ficção científica para esse fim .
Membros CAW, que chamam a si mesmos de Waterkin, abraçam o Paganismo, mas essa Igreja não é baseada na crença religiosa. Membros experimentam a Divindade e honra essas experiências, ao mesmo tempo, respeitar as opiniões dos outros. Eles reconhecem que "Gaia", a Terra Mãe Deusa e o Pai Deus, assim como o reino das Fadas e as divindades de muitos outros panteões. Muitas de suas celebrações rituais estão centrados sobre os deuses e deusas da Grécia antiga.
A CAW começou em 1961, com um grupo amigos do ensino médio. Um deles foi Richard Lance Christie de Tulsa, Oklahoma. Christie foi fascinado pelos conceitos de "auto-realização" de Abraham Maslow, um Americano ilustre e psicólogo, e depois de uma reunião, em seguida, com Timothy Zell no Westminster College, em Fulton, Missouri, ele começou a experiências de percepção extra-sensorial. Foi durante este tempo que, em um grupo de leitura que leram o romance de ficção científica, um Estranho numa Terra estranha (1961) de Robert A. Heinlein, que se tornou a base de inspiração para a CAW.
O livro de Heinlein, combinado com o sistema de conceitos de  Maslow para a auto-realização, levou à formação de uma "irmandade da agua" que Zell e Christie chamaram de Atl, a palavra Asteca que significa "água", e também tem como significado "casa dos nossos antepassados". Atl tornou-se dedicado a mudança política e social e o grupo cresceu para cerca de 100 membros.
Zell formou a CAW a partir da Atl, e entrou para o ramo de igreja em 1967. Foi, oficialmente, fundada em 4 de Março de 1968, tornando-se a primeira "Religião da Terra" a obter, nos Estados Unidos, o completo reconhecimento como uma igreja formal.

## Início de organização e crenças
A CAW foi modelando a sua organização no grupo de Heinlein do romance, como no livro, os 9 do ninho em círculos de avanço que foram todos nomeados a a partir dos 9 planetas (o planeta anão Plutão era considerado Planeta pleno até 2006). O dogma base da CAW foi sempre que não houve nenhum dogma, a "crença" foi declarada como a "ausência de crença". Dentro de sua religião, o único pecado é a hipocrisia e o único crime aos olhos da igreja esta em interferir nas outras pessoas.

## Evolução
Se movendo em direção a uma ênfase na natureza levou a uma ruptura da relação entre CAW e Atl. Em 1974, CAW tinha ninhos em mais de uma dúzia de estados em torno dos Estados Unidos. Naquele ano, Zell se casou com a Glória-da-Manhã (nascida Diana Moore) e, em 1976, e Glória-da-Manhã foi morar em Eugene, Oregon e, em seguida, no Coeden Brith land no norte da Califórnia.
Quando Zell passou a liderança, a Igreja de Todos os Mundos sofreu conflitos internos que levou na dissolução na maior parte das filiais. Em 1978, o foco e a sede mudou para a Califórnia com o Zells e com seu ninho de nono-ciclo, com uma estrutura renovada. A CAW, em seguida, serviu por vários anos como uma organização guarda-chuva para suas subsidiárias.

## Filiais
Glória da manhã Zell fundou a Ecosophical Research Association (ERA), de 1977 para pesquisa arcano folclore e lendas. Sua primeira obra importante foi a criação de unicórnios vivos em 1980, depois de notar que, no início de arte retrata as criaturas como sendo mais como cabra de que cavalo. Os Zells reconstruíram o que eles alegavam ser um antigo procedimento não convencional, um processo que envolveu a manipulação cirúrgica dos brotos de chifre de crianças durante a primeira semana de vida, e criaram vários unicórnios, alguns dos quais fizeram turnê com o Ringling Brothers Circus por um tempo. A ERA patrocinou uma expedição para achar Sereias em Papua, Nova Guiné, em 1985  e, mais tarde, ERA o projeto envolveu a Maio de 1996, em todo o mundo ritual para desenhar e re-ativar o Oráculo de Delfos. Este rito envolveu uma tentativa relativamente precoce de utilizar a comunidade virtual e os rituais comunitários virtuais, facilitados pela Internet, conduzidos simultaneamente em diferentes fusos horários, liderados por Maerian Morris, outra ex-alta sacerdotisa do CAW, trabalhando na Delphi. A reativação de Delphi foi o tema de uma série de seis editoriais na revista "Green Egg" (edições 125 até 130) de novembro/dezembro de 1998 a setembro/outubro de 1999.
Em 1978 CAW mesclado com Nemeton, uma organização Pagã fundada por Gwydion Pendderwen e Alison Harlow. Em 1987 CAW também absorveu a Sempre Florestas (Forever Forests em inglês), um outro das organizações de  Pendderwen. Uma conseqüência da Eternidade Florestas foi fundada em 1983 por Anodea Judith, uma ex-presidente e Sacerdotisa da CAW, chamada de "estilos de vida" (Lifeways em inglês).
A Santa de Ordem da Mãe Terra (Holy Order of Mother Earth ou HOME), fundada em 1978 pelo Zells, é outra filial, dedicado à mágica de viver e de trabalhar com a terra.
Oberon e Glória-da-Manhã Zell-Ravenheart ter aparecido em mais de 20 Starwood Festivais (e alguns WinterStar Simpósios) nos últimos 25 anos; devido a isso, houve uma presença da Igreja de Todos os Mundos na Starwood, chamado CAWmunity, por mais de uma década.

## Primeiro Renascimento
Em meados da década de 1980, CAW praticamente deixou de operar fora de Ukiah, Califórnia , onde o Zells foram morar em 1985. Anodea Judith assumiu a presidência, até 1991, e a estrutura da organização foi renovada com planos para mais ninho de reuniões, cursos, treinamentos, novos rituais, e publicações. Pelo final da década de 1980 CAW teve aumento do número de membros a nível internacional, tornando-se particularmente forte na Austrália, onde foi legalmente constituída em 1992.
Em 1998, Oberon Zell-Ravenheart levou "um ano e um dia" sabático de seu papel como Primata, e a sede da igreja foi transferida para Toledo, Ohio.

## Tentativa de Encerramento e O Segundo Renascimento
Em agosto de 2004, o Conselho de Administração decidiu encerrar o CAW devido à situação financeira e as lutas legais. Em janeiro de 2006, devido ao esforço de Jack Crispin Caim, para ajudar a salvar a organização, CAW foi restabelecida com Zells, novamente assumindo um papel de liderança. Em 2007, o  Jornal Green Egg, influente jornal da CAW, voltou a ser publicada em um formato online. A "3º Phoenix Ressurreição da Igreja" continua até o presente.

## Literatura complementar
- Adler, Margot, puxando para Baixo a Lua: Bruxas, Druidas, Deusa Adoradores, e Outros Pagãos na América de Hoje, Beacon Press, 1979; revisada e atualizada de 1987.
- Ellwood, Robert, Religiosos e Espirituais de Grupos na América Moderna, 1973.
- Gottlieb, Annie, Você Acredita em Mágica? A Segunda Vinda de Sessenta Geração, Times Books, 1987.
- Guiley, o Alecrim, a Enciclopédia de Bruxas e Bruxaria, Fatos sobre o Arquivo, 1989.
- Jade, A Saber, Delphi Press, 1991.
- Martello, Leo Louis, Feitiçaria, Antiga Religião, Livros Universitários, 1973.
- Melton, J. Gordon, The Encyclopedia of American Religions, do Instituto para o Estudo da American Religiões, POB 90709, Santa Barbara, CA 93190 1979 ( 3ª edição, 1988); O Essencial da Nova era, 1990.
- Wilson, Robert Anton, Coincidance, Falcon Press, 1988.